# Perséphone (bande dessinée)
Pour les articles homonymes, voir Perséphone et Perséphone (homonymie).
Perséphone est le cinquième album de Loïc Locatelli Kournwsky, paru en 2017 aux éditions Delcourt.

## Résumé
La jeune Perséphone, fille adoptive de la puissante magicienne Déméter, vit dans le monde d'Éleusis, à la surface. Sous ses pieds existe le monde des Enfers, dont la porte a été close plusieurs années auparavant, après une longue guerre. Mais un soldat des Enfers réussit à franchir la porte et capture Perséphone, l'entraînant avec elle dans le monde souterrain.

## Univers

### Géographie
Le monde d'Éleusis est le monde de la surface, monde uni qui regroupe quatre royaumes : les plaines de l'ouest, terres agricoles, les îles du sud, spécialisées dans le commerce maritime, les contrées désertiques de l'est et enfin la Cité du centre, la capitale.
Sous Éleusis existe un monde souterrain, le royaume des Enfers. Sur ces terres, rien ne peut pousser, hormis une certaine plante, le Fruit des Damnés. Celui qui mange ce fruit est maudit, et condamné à rester pour toujours dans les Enfers, sans pouvoir remonter à la surface. La capitale des Enfers se nomme l'Île blanche.   

### Histoire
Après plusieurs siècles de tensions, les peuples d'Éleusis et des Enfers finissent par établir une paix fragile, commercent ensemble et se côtoient. La jeune princesse d'Éleusis épouse donc, pour les besoins de la diplomatie, Hadès, le roi des Enfers. Le couple est heureux quelque temps, avant le décès soudain de la jeune femme. Hadès, plongé dans un profond mutisme, se retire peu à peu de la vie politique pour se tourner vers les forces occultes. Les tensions, rumeurs et soupçons entre les deux mondes s'accroissent. Hadès, fou de pouvoir, lève une armée pour tenter de conquérir Éleusis. Après deux années de combats, les soldats de la surface gagnent la guerre et les derniers mages encore en vie scellent la Porte des Enfers, passage entre les deux mondes.

## Personnages

### Éleusis
- Perséphone est l'héroïne de l'histoire. Elle est la fille de Déméter ; elle excelle en botanique, à l'inverse des autres matières scolaires.
- Déméter fait partie des mages qui ont combattu durant la Grande Guerre. Elle a vaincu Hadès et a scellé la Porte des Enfers. Elle est surnommée "Déméter la Féroce".
- Moïra est la nourrice de Perséphone. Ancienne mage, elle a rencontré Déméter durant la Grande Guerre mais préfère ne plus participer aux rassemblements et aux colloques des mages, ses pouvoirs lui faisant défaut du fait de son âge avancé.
- Mithra est chancelier de la République d'Éleusis. Il est lui aussi un mage qui a combattu durant la Grande Guerre.

### Enfers
- Hadès est le roi des Enfers. Après le décès de sa femme, il se plonge dans les magies occultes et obtient des pouvoirs extraordinaires, lui permettant de lever une armée. Il est tué durant la Grande Guerre.
- Rhadamante, fils d'Hadès, le remplace au pouvoir quand ce dernier meurt. Sous la tutelle d'Azraël tout d'abord, puis seul, il s'efforce d'être un bon souverain et refuse de suivre les traces de son père.
- Azraël est un mage d'Éleusis, vivant aux Enfers auprès de Rhadamante. Changé en chat par un mauvais sort, il est fin diplomate, historien, scientifique mais très mauvais botaniste.

## Dessin
Perséphone est un album qui porte les influences du manga, l'auteur vivant depuis plusieurs années au Japon. Son trait à main levé n'empêche jamais un décor détaillé et précis.